# Kappa Cephei
Kappa Cephei (κ CEP) är en dubbelstjärna i stjärnbilden Cepheus. Dess skenbara magnitud är 4,395. Den är belägen på cirka 314,8 ljusårs (96,53 parsecs) avstånd från solen. Den primära komponenten är en blå jätte av spektraltyp B9III, en stjärna som har använt sitt väte i kärnan och sannolikt är på väg att expanderar till att bli en superjätte. Den sekundära komponenten är en huvudseriestjärna av spektraltyp A7V. Den har en skenbar magnitud på 8,34 och ligger 7,38 bågsekunder åtskild från primärstjärnan.